# Попелюшка (опера)
«Попелюшка, або Перемога доброчинності» (італ. La Cenerentola, ossia La bontà in trionfo) — опера на 2 дії італійського композитора  Джоаккіно Россіні . Лібрето Якопо Ферретті на основі казки про Попелюшку. Прем'єра відбулася 25 січня 1817 року в Римі в театрі Валле.

## Історія створення та постановки
До різдвяного карнавалу в Римі 1817 р. для театру Валле Дж. Россіні мав написати комічну оперу. Контракт на карнавальний сезон був підписаний 29 лютого 1816 р. Россіні якийсь час навіть думати не хотів про майбутню комічну оперу, адже попереду був цілий рік. Але наприкінці листопада він не зміг представити перший акт, а в середині грудня — другий. Композитор приїхав у Рим тільки наприкінці грудня. Лише за два дні до Різдва почалося обговорення сюжету майбутньої опери.
Контракт був на грані зриву і до карнавального сезону театр міг опинитися без нової комічної опери. Написати лібрето запропонували Якопо Ферретті. Він пропонував сюжети один за іншим, але всі вони були відкинуті. Поки лібретист не назвав «Попелюшку». Дж. Россіні відразу зацікавився ідеєю і погодився на створення опери за цим сюжетом. Вкрай стислі терміни не стали на заваді.
Россіні трохи змінив сюжет відомої казки, замість мачухи з’явився вітчим дон Маньїфіко, замість феї – мудрий наставник принца Алідоро, а замість туфельки принц шукає подарований браслет. Проте, у лібрето збереглося найголовніше – історія кохання, яке перемогло марнославство.
Поспішаючи завершити написання опери, Россіні скористався кількома вже готовими номерами з інших своїх опер. Не чекаючи повного тексту лібрето, писав музику на вже готовий. Поспіхом опера була відрепетирувана, так само поспіхом поставлена. Россіні працював так швидко, а трупа так спішно розучувала нову оперу, що перше виконання могло відбутися вже через місяць. На прем’єрі, які відбулася 25 січня 1817 р., вокалісти погано співали й грали, також постаралися заздрісники Россіні. «Попелюшку» чекав провал. Проте Дж. Россіні залишався спокійним – для нього це було не вперше, а в якості своєї музики сумнівів не мав. Вже друге виконання опери пройшло з великим успіхом, протягом багатьох років ця вистава була одним із найпопулярніших творів Россіні.

### Постановка в Україні
У Національній опері України «Попелюшка» вперше була поставлена лише 24 червня 2010 року.  Це був спільний українсько-італійський мистецький проект Національної опери України, Посольства Італії в Україні та Італійського інститута культури в Україні.

## Дійові особи
- Дон Раміро, принц Салерно (тенор)
- Дандіні, камердинер (баритон)
- Дон Маньїфіко, барон ді Монтеф’ясконе, батько Клорінди та Тізбе (бас)
- Клорінда (сопрано)
- Тізбе (меццо-сопрано)
- Анджеліна, Попелюшка, пасербиця дона Маньїфіко (меццо-сопрано)
- Алідоро, філософ, наставник дона Раміро (бас)

## Лібрето

### Дія перша
Ранок у будинку дона Маньїфіко. Клорінда та Тізбе зайняті вранішнім туалетом, а Попелюшка, як завжди, клопоче по господарству, наспівуючи пісеньку.
З'являється Алідоро, наставник принца дона Раміро. Перевдягнувшись жебраком, він шукає гідну наречену для свого вихованця. Клорінда та Тізбе брутально поводяться з ним. Тільки Попелюшка дає незнайомцю поїсти. Алідоро зворушений добротою дівчини.
Зненацька з'являються глашатаї, які повідомляють, що принц дон Раміро збирається одружитися й незабаром прибуде сюди, щоб запросити дона Маньїфіко з дочками на бал, де й вибере майбутню дружину. Клорінда та Тізбе дуже раді та схвильовані - кожна розраховує завоювати серце принца. Надзвичайно задоволений і сам дон Маньїфіко - якщо дон Раміро вибере одну з його дочок, він зможе поправити свої справи, що похитнулися, і стати знатним вельможею. У будинку починаються гамірні збори на бал.
Тим часом дон Раміро, довідавшись від вірного Алідоро, що в домі дона Маньїфіко він знайде свій ідеал жінки та дружини, приходить у будинок барона, перевдягнувшись у вбрання свого камердинера Дандіні. Він вирішує сам у всьому переконатися. Вислухавши сумну розповідь Попелюшки, принц вражений її щирістю, чарівністю та добротою.
Слідом за перевдягненим доном Раміро у будинку з'являється Дандіні з почтом, в розкішному вбранні принца, за якого він себе і видає. З удаваним замилуванням, розсипаючись у нещирих компліментах, він запрошує дона Маньїфіко та його дочок на сьогоднішній бал. Попелюшка теж дуже хоче побувати на балу і просить вітчима взяти її із собою. Але дон Маньїфіко невблаганний і навіть розлючений, адже присутнім він видає Попелюшку за нікчемну і нахабну служницю. Відповідаючи на ствердження Алідоро про наявність в сім’ї ще однієї сестри, згідно з кадастром, він вигадує «зворушливу» історію про передчасну кончину своєї третьої дочки.
Коли всі відправляються на бал, Алідоро, втішаючи зневірену Попелюшку, обіцяє відвезти її до палацу принца, подбавши про вбрання й прикраси для неї.
Палац принца дона Раміро. У розкішному кабінеті знаходяться: Дандіні, перевдягнений у вбрання принца, дон Раміро в костюмі камердинера, дон Маньїфіко, Клорінда та Тізбе. Щоб краще познайомитись із сестрами-кандидатками в наречені, Дандіні жартома призначає дона Маньїфіко головним королівським виночерпієм і відправляє його у винний погріб, де той зразу ж починає святкувати своє «почесне призначення» у компанії придворних. Тим часом сестри взялися активно виконувати батьківський план завоювання «принца».
Дандіні доповідає своєму господарю власні висновки про корисливість, безнадійну дурість і пустотливість обох дочок дона Маньїфіко та радить утриматись від даних кандидатур: «Мабуть, на цей раз мудрий Алідоро помилився!» З'являються сестри-суперниці, які щосили намагаються сподобатися удаваному принцу, кокетуючи й заграючи з ним. Але Дандіні, аргументуючи тим, що не може одружитися одночасно з обома сестрами, пропонує їм запасний альтернативний варіант – шлюб з його «вірним слугою» і другом, маючи на увазі перевдягненого принца. Пропозиція обома сестрами сприймається з огидою та обуренням.
Тим часом бал в повному розпалі. Зненацька Алідоро повідомляє про приїзд незнайомої дами. Це Попелюшка. Ошатне вбрання, коштовності зробили її невпізнанною та прекрасною. Її відразу оточує юрба кавалерів. Краса незнайомки, чомусь дуже схожої на Попелюшку, викликає заздрість Клорінди, Тізбе та дона Маньїфіко. І все-таки сестри не впадають у відчай, вони впевнені у своїй перемозі – удаваний принц, а це перевдягнений Дандіні, хоча й звернув увагу на таємничу незнайомку, проте не переставав робити компліменти сестрам.
Гостей кличуть до столу. Після вечері має відбутися нарешті вибір нареченої.

### Дія друга
У вітальні з'являється перевдягнений слугою принца дон Раміро. Він не на жарт стривожений: здається, Дандіні, справжній слуга, теж закоханий у Попелюшку. Побачивши що наближаються Дандіні з Попелюшкою, дон Раміро ховається й спостерігає за ними.
Дандіні зізнається Попелюшці у своєму почутті. Попелюшка, яка вважає Дандіні принцем, все-таки відкидає його залицяння, тому що серце її належить іншому. Її обранець - скромний слуга принца. Дон Раміро, який все це чув, сповнений радості. Тепер Попелюшка збирається перевірити почуття свого коханого. Вона дарує йому браслет - якщо дон Раміро любить її, то за цим браслетом він її відшукає. Не пояснюючи більше нічого, таємнича незнайомка залишає палац.
Дон Раміро наказує всім збиратися на пошуки Попелюшки. Вірний Алідоро вже й хитрість придумав, завдяки якій має відбутися «випадкова зустріч» закоханих: карета принца зламається біля будинку дона Маньїфіко.
Тим часом сам дон Маньїфіко, нічого не знаючи про те, що трапилося, наполегливо просить удаваного принца - Дандіні назвати свою обраницю. У відповідь Дандіні лише сміється, відкриваючи, хто він насправді. Відбувається скандальна сцена пояснення. Зрозумівши нарешті, як його ошукали, дон Маньїфіко, задихаючись від люті, готовий рознести весь світ. Дандіні вказує розгніваному барону на двері.
Знову будинок дона Маньїфіко. Повертається розлючений господар із пригніченими дочками. Побачивши Попелюшку, яка, як завжди, сидить у темному кутку, вони продовжують гадати, хто ж була ця втаємничена дама, яка з'явилася на балу у принца.
Починається гроза. Крізь шум дощу й гуркіт грому чутно як хтось стукає у двері. До будинку входить Дандіні. Уже як слуга принца він повідомляє, що карета дона Раміро зламалася біля будинку барона. Вслід за Дандіні з'являється дон Раміро – справжній принц. Побачивши на руці у Попелюшки той самий браслет, він оголошує її своєю нареченою. Майбутні наречені залишають будинок дона Маньїфіко.
Клорінда та Тізбе у розпачі. Алідоро радить їм просити пробачення у зведеної сестри: знаючи добре серце Попелюшки, він впевнений, що вона їх пробачить.